# Ɠ

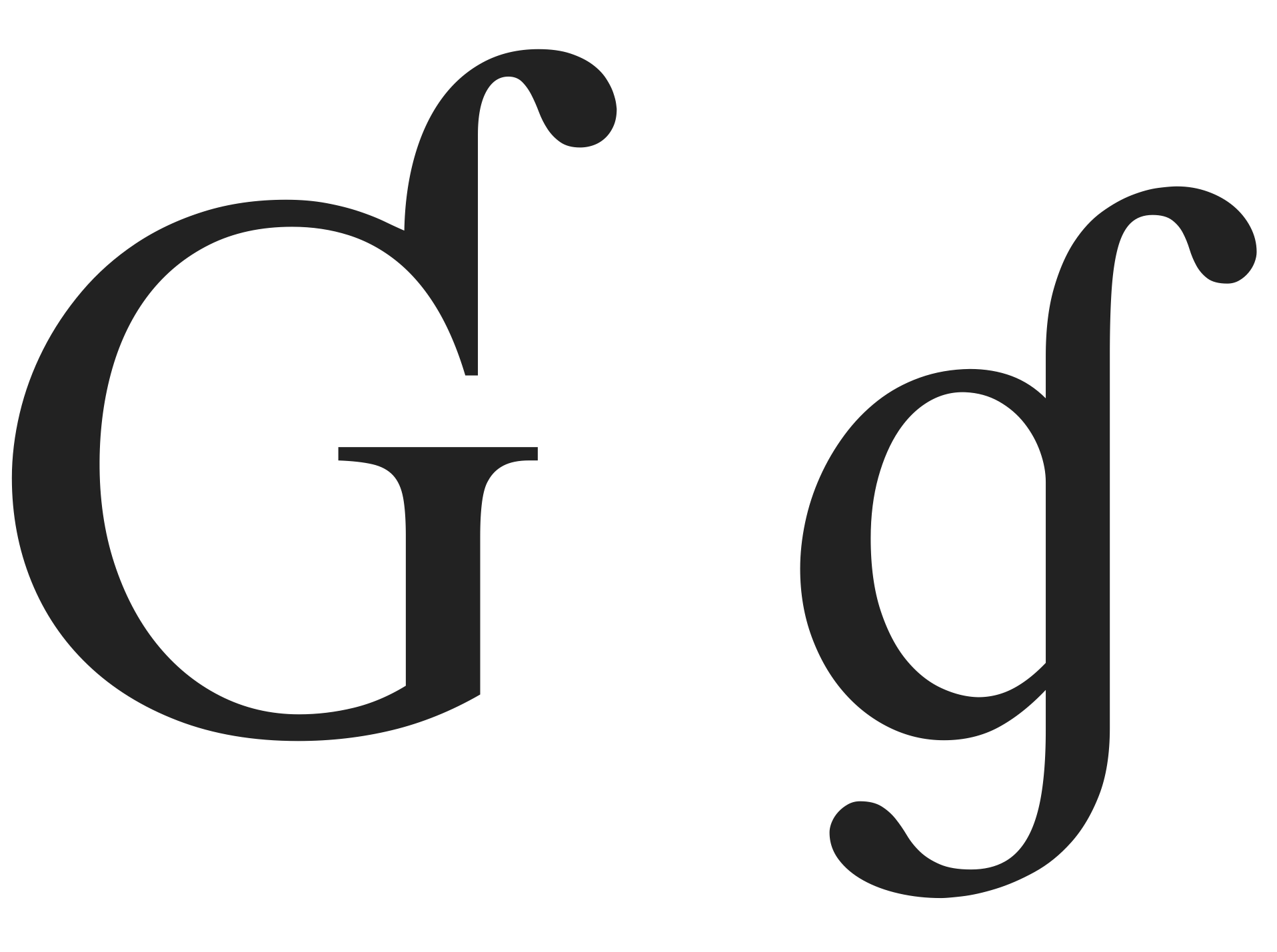

Ɠ ، ɠ یا G ِ قلاب‌دار یک نویسهٔ الفبای لاتین است. ɠ در الفبای آوانگاری بین‌المللی نشان‌دهندهٔ همخوان انفجاری ملازی واکه‌دار است. از آن در نگارش برخی از زبان‌های آفریقایی ماندد زبان کپله استفاده می‌کنند.